# Futebol americano universitário
Futebol americano universitário refere-se a futebol americano jogado por equipes de alunos atletas jogando por universidades americanas, faculdades e academias militares, ou o futebol canadense jogado por equipes de alunos atletas jogando pelas universidades canadenses. Foi através do futebol universitário que as regras de futebol americano ganharam popularidade no Canadá e nos Estados Unidos.

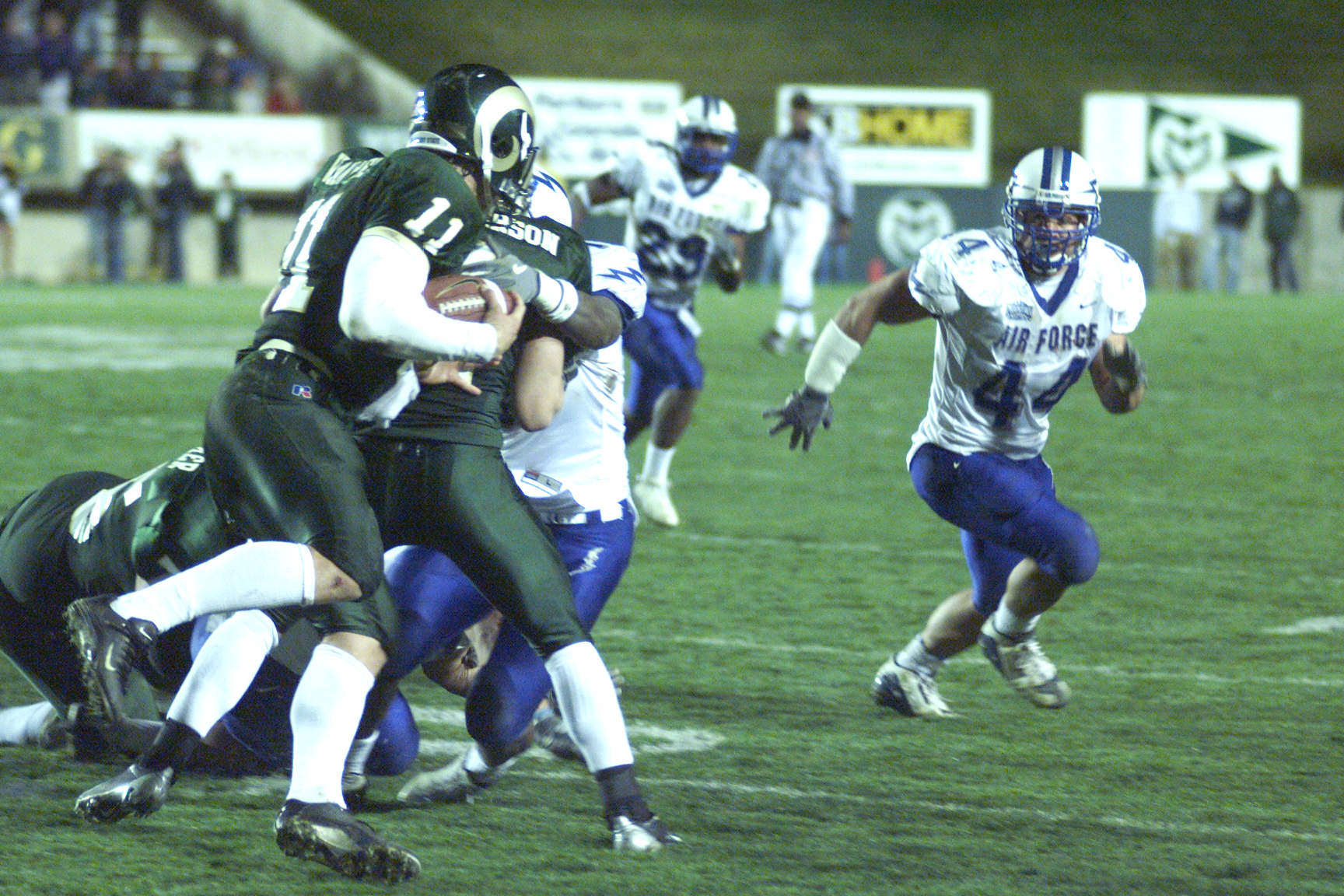
Jogo de futebol americano universitário entre Universidade Estadual do Colorado e Academia da Força Aérea norte-americana

## História

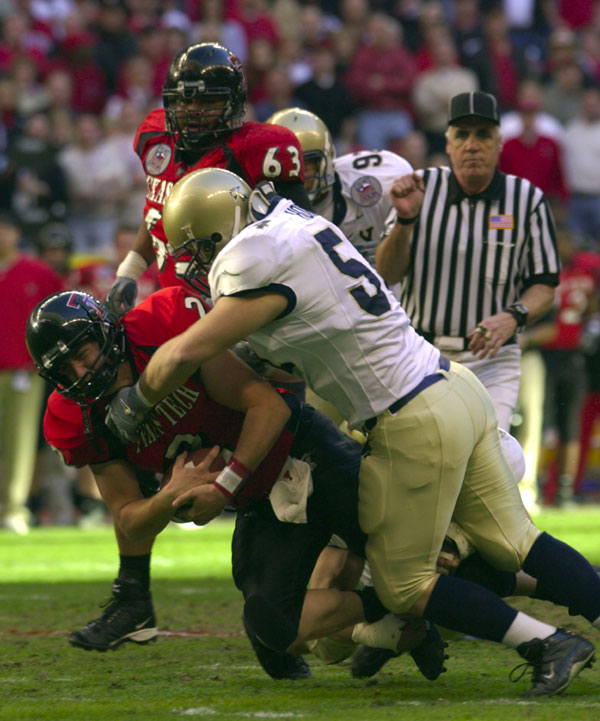
Um jogo de futebol americano universitário entre as universidades de Texas Tech e Navy

### Rugby na Inglaterra e no Canadá
O futebol norte-americano moderno tem suas origens em vários jogos, todos conhecidos como "football", jogados em escolas públicas na Inglaterra em meados do século XIX. Na década de 1840, os alunos da Rugby School estavam jogando um jogo no qual os jogadores eram capazes de pegar a bola e correr com ela, um esporte conhecido mais tarde como o futebol Rugby. O jogo foi levado para o Canadá por soldados britânicos situados lá e logo foi sendo jogado em universidades canadenses.
A primeira partida de futebol canadense documentada foi um jogo jogado na University College, uma faculdade da Universidade de Toronto, 9 de novembro de 1861. Um dos participantes no jogo envolvendo os alunos da Universidade de Toronto foi (Sir) William Mulock, mais tarde chanceler da escola. Um clube de futebol foi formado na universidade logo depois, embora suas regras de jogo nesta fase não fossem claras.

### Primeiro jogo de futebol americano universitário
O primeiro desafio de futebol intercolegial jogado sob as regras que o público moderno reconhece como o futebol americano ocorreu entre a Universidade de Harvard e da Universidade de Tufts em 4 de junho de 1875. Um jogo de 1869 de "football" intercolegial entre Rutgers e Princeton é frequentemente citado como o primeiro jogo de futebol americano, no entanto, foi um ancestral desconhecido do futebol americano de hoje, como era jogado nas regras do futebol que tinham sido criadas 6 anos antes. O jogo disputado entre as equipes da Universidade Rutgers e da Universidade de Princeton, que era chamado Colégio de Nova Jersey na época, teve lugar a 6 de novembro de 1869 no College Field, que é agora o local da College Avenue Gymnasium na Universidade Rutgers, em New Brunswick, New Jersey. Rutgers venceu por um placar de 6 "corridas" contra 4 de Princeton.  O jogo 1869 entre Rutgers e Princeton é importante na medida em que é o primeiro jogo documentado de algo chamado "football" intercolegial já jogou entre duas faculdades americanas , e por isso, Rutgers refere a si mesmo como  O Berço do Futebol Americano Universitário. Ela veio dois anos antes de um jogo inter-clube de rugby, sob os auspícios da Rugby Union seria jogado na Inglaterra, embora deva ser lembrado que o rugby tinha sido criado 24 anos antes deste, em 1845 e jogado por muitas escolas, universidades e clubes antes mesmo que as Rugby fossem pela primeira vez ao papel. Embora o jogo Rutgers-Princeton tenha sido, sem dúvida, diferente do que nós hoje conhecemos como futebol americano, foi o precursor do jogo que evoluiu para o futebol americano. Outro jogo similar ocorreu entre Rutgers e a Universidade de Columbia em 1870. A popularidade da competição intercolegial no futebol americano se espalharia por todo o país.

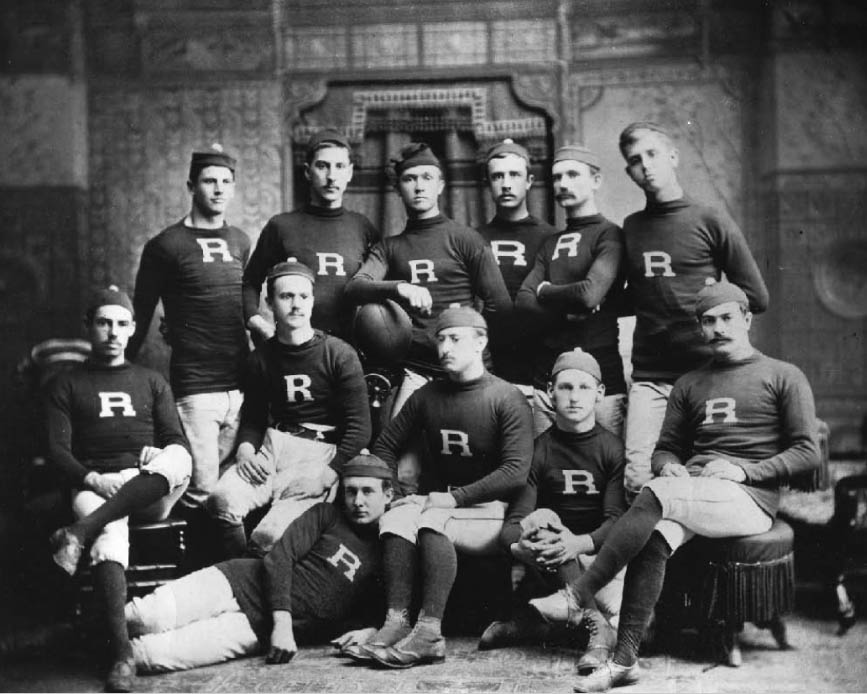
O time de futebol americano de Rutgers em 1882.

### Rugby é adotado por faculdades americanas
Yale University, em conjunto com Rutgers, Princeton e Columbia reuniu-se em 20 de outubro de 1873 no Hotel da Quinta Avenida em Nova York para chegar a um conjunto de regras e regulamentos que lhes permitiria jogar uma forma de futebol que era essencialmente futebol (hoje chamada frequentemente "soccer" nos EUA) em parte. Harvard University recusou um convite para aderir a este grupo porque preferiu jogar um versão grosseira do futebol chamado de "Jogo de Boston", em que o chute de uma bola redonda era a característica mais proeminente em que um jogador pode correr com a bola, passá-la ou driblar jogadores (conhecido como "babying"). O homem com a bola poderia ser combatido, apesar de bater, tropeçar, "hacking" e outros tipos de violência desnecessária foram proibidos. Não havia limite para o número de jogadores, mas eram tipicamente 10-15 de cada lado.
A decisão de Harvard de não aderir a associação Yale-Rutgers-Princeton-Columbia significava que eles precisavam olhar para mais longe para encontrar adversários de futebol, então, quando um desafio do time de rugby da Universidade McGil do Canadá em Montreal foi emitido para Harvard, eles aceitaram. Foi acordado que dois jogos seriam jogados no Jarvis Baseball Field de Harvard em Cambridge, Massachusetts em 14 e 15 de maio de 1874: um para ser jogado sob as regras de Harvard, outro sob a regulamentação mais rígida do rugby de McGill. Harvard bateu McGill no "Jogo de Boston" na quinta-feira e coseguiu levar McGill a um empate 0-0 na sexta-feira. Os alunos de Harvard tomaram as regras de rugby e as adotaram como suas próprias, viajando para Montreal para jogar um jogo de rugby ainda no outono do mesmo ano, vencendo por três tries contra nenhum de McGill.
Harvard, em seguida, jogou contra Tufts University em 4 de junho de 1875, novamente no campo de Jarvis. Jarvis Field era na época um pedaço de terra no ponto norte do campus de Harvard, delimitado pelas ruas Everett e Jarvis ao norte e ao sul, e Oxford Street e a Avenida Massachusetts a leste e oeste. O jogo foi ganho pela Tufts 1-0  e um relatório do resultado deste jogo apareceu no Boston Daily Globe  de 5 de junho de 1875. Neste jogo cada lado em campo tinha onze homens, e os participantes foram autorizados a pegar na bola inflada em forma de ovo e correr com ela e o portador da bola era parado por o derrubarem ou "enfrentar" a ele. Uma fotografia da equipa de Tufts em 1875 que paira no College Football Hall of Fame, em South Bend (Indiana) comemora este jogo como o primeiro jogo de futebol americano geralmente aceito intercolegial entre duas instituições dos EUA.
Em 1876 na Massasoit House em Springfield, Massachusetts, Harvard convenceu Columbia e Princeton a adotar um amálgama entre as leis de rugby e as regras que eles estavam, então, jogando, formando assim a Intercollegiate Football Association (IFA). Yale inicialmente se recusou a aderir a esta associação por causa de um desacordo sobre o número de jogadores a serem permitidos por equipe (cedendo em 1879) e Rutgers não foi convidada para a reunião. As regras que eles acordaram eram essencialmente as de rugby na época com a ressalva de que os pontos sejam concedidos para marcar um tento, e não apenas a conversão depois (ponto extra). Aliás, o rugby iria fazer uma mudança semelhante ao seu sistema de pontuação 10 anos depois.

### Rugby torna-se Futebol americano

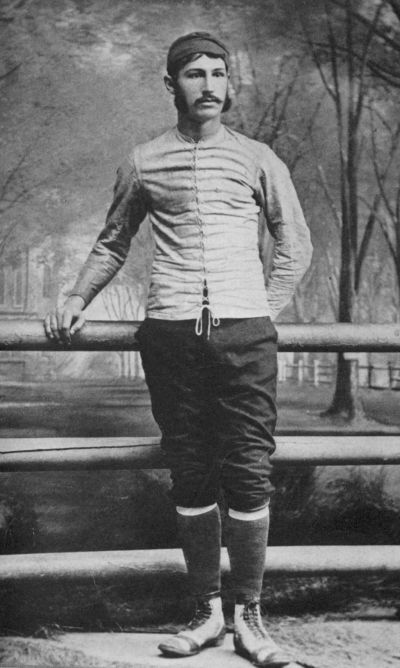
Walter Camp, o "Pai do Futebol Americano", numa foto de 1878 como capitão do time de Yale

Walter Camp, conhecido como o "Pai do Futebol Americano", é creditado pela mudança do jogo de uma variação do rugby para um esporte único. Camp é responsável pelo pioneirismo na jogada de scrimmage (jogos anteriores caracterizavam um rugby scrum), a maioria dos elementos modernos de pontuação, a equipe de onze homens, e a configuração tradicional da linha ofensiva de sete homens e os quatro homens no backfield. Camp também teve uma mão na popularização do jogo. Ele publicou inúmeros artigos em publicações como a semanal Collier's Weekly e Harper's Weekly, e ele escolheu o primeiro College Football All-America Team.

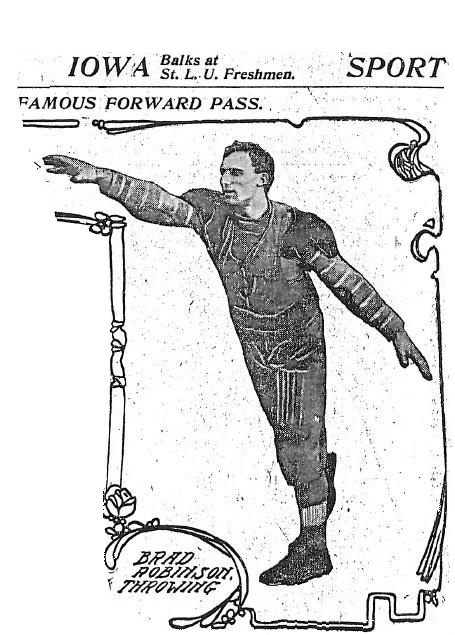
Fotografia de 1906 do St. Louis Post-Dispatch com Bradbury Robinson, que fez o primeiro passe legal para a frente

### Formação da NCAA
O futebol americano universitário aumentou em popularidade no restante do século XIX. Ele também tornou-se cada vez mais violento. Em 1905, o presidente Theodore Roosevelt ameaçou proibir o esporte após uma série de mortes de jogadores por lesões sofridas durante os jogos. A resposta a isso foi a formação do que se tornou a National Collegiate Athletic Association (NCAA), que estabeleceu regras que regem o esporte. O comitê de regras considerou alargar o campo de jogo para "abrir" o jogo, mas o Harvard Stadium(primeiro grande estádio de futebol permanente) havia sido recentemente construído a um custo elevado; seria inutilizada para um campo mais vasto. Em vez disso, o comitê de regras legalizou o passe para a frente. O primeiro passe legal foi lançado por Bradbury Robinson em 5 de setembro de 1906, jogando com o treinador Eddie Cochems, que desenvolveu um pioneiro, mas sofisticado passe ofensivo na Universidade de Saint Louis. Outra mudança de regra proibiu as jogadas "momentum de massa" (muitos dos quais, como a infame "cunha voadora" , foram às vezes literalmente mortal).
Mesmo após o surgimento da profissional NFL,o futebol americano universitário manteve-se extremamente popular em todo os EUA. Embora o jogo da faculdade tenha uma margem muito maior para o talento que o seu homólogo pro, o grande número de fãs das principais faculdades fornece um equalizador financeiro para o jogo, com programas de Divison I - o nível mais alto - jogam em estádios grandes, seis dos quais com capacidade de assentos superior a 100.000 pessoas. Em muitos casos, estádios empregam  assentos em estilo de arquibancada , ao invés de assentos individuais com encosto e apoio para o braço. Isto permite-lhes mais assentos em uma determinada quantidade de espaço do que o estádio típico profissional, que tende a ter mais recursos e conforto para os fãs. (Apenas um estádio de propriedade de uma faculdade ou universidade nos EUA-Papa John's Cardinal Stadium da Universidade de Louisville-consiste inteiramente de assentos individuais.)

## Regras oficiais e notáveis distinções de regra

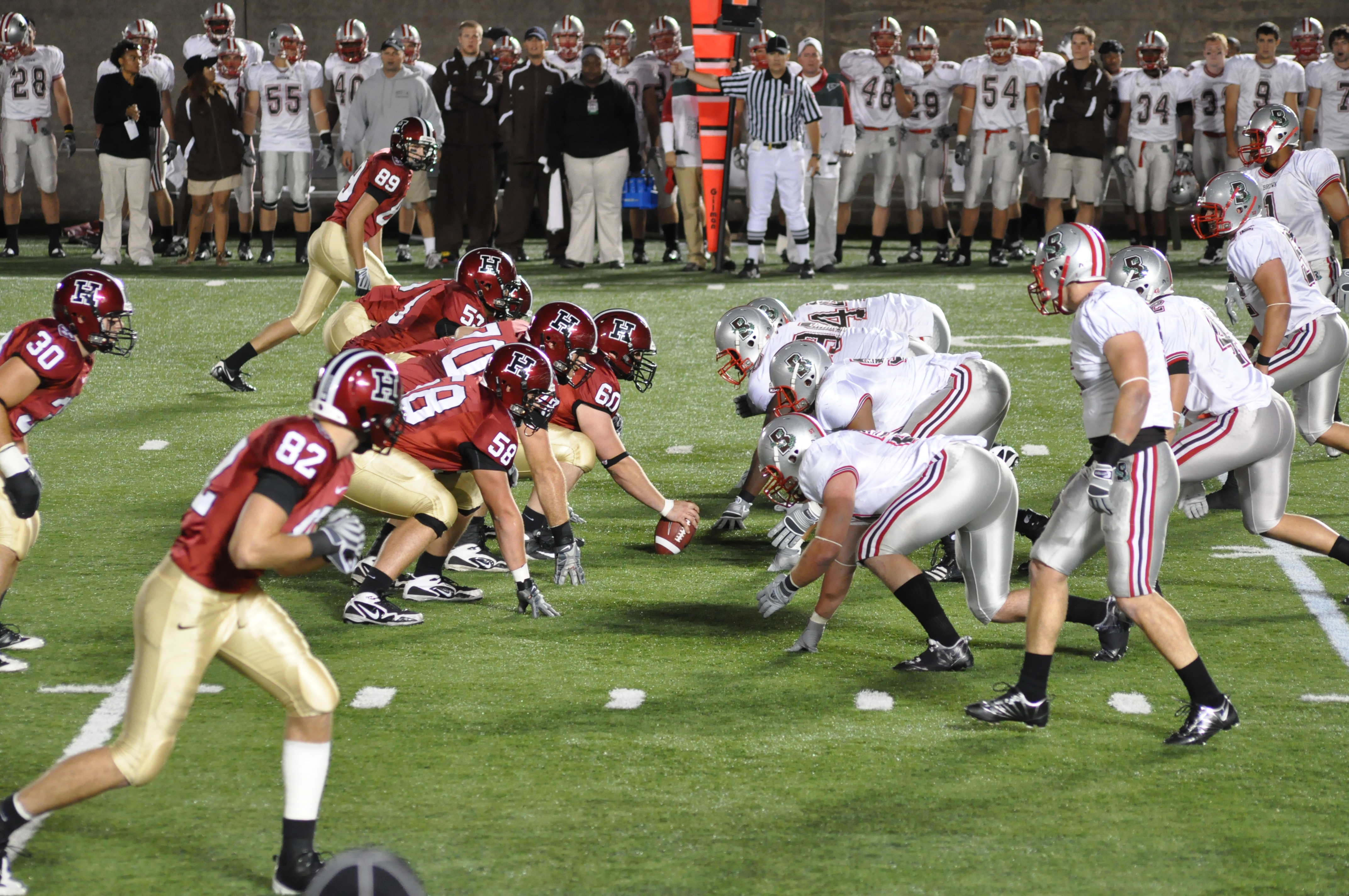
Um jogo noturno entre Harvard e Brown, 25 de setembro de 2009

Embora as regras para o ensino médio, faculdade, e os jogos da NFL são geralmente consistentes, existem várias pequenas diferenças. O NCAA Football Comitê de Regras determina a regras de jogo dos jogos da Division I (ambas subdivisões Bowl e Championship), II, III (A National Association of Intercollegiate Athletics (NAIA) é uma organização separada, mas usa as regras da NCAA).
- Um passe é considerado completo se um dos pés do receptor estiver dentro do campo no momento da captura. Na NFL ambos os pés devem estar dentro do campo.
- Um jogador é considerado derrubado quando qualquer parte de seu corpo que não as mãos ou pés toca o chão ou quando o portador da bola é bloqueado ou cai e perde a posse da bola como ele contata o chão com qualquer parte de seu corpo, com o exceção do holder para o field goal e tentativas de ponto extra. Na NFL um jogador está ativo até que ele é bloqueado ou forçado para baixo por um membro da equipe adversária (derrubado por contato).
- O relógio pára após o ataque completar um primeiro down e começa de novo, assumindo que a jogada seguinte é uma em que o relógio normalmente não para uma vez que o árbitro declara a bola pronta para jogar. Na NFL o relógio não para explicitamente  por um first down.
- Prorrogação foi introduzida em 1996, eliminando os empates. Quando um jogo vai para prorrogação, a cada equipe é dada uma posse a partir da linha de 25 jardas do seu oponente  sem cronômetro de jogo, apesar do  limite de um tempo por período e uso de relógio de jogo. A equipe com mais pontos depois de ambas as posses é declarado o vencedor. Se as equipes continuarem empatadas, os períodos de prorrogação continuam, com um "cara ou coroa" determinar a primeira posse de bola. Os times se alternam com posses de bola a cada prorrogação, até que uma equipe liderar a outra no final da prorrogação. Começando com a terceira prorrogação, um ponto extra de field goal depois de um touchdown não é mais permitido, obrigando as equipas a tentar uma conversão de dois pontos depois de um touchdown. (Na NFL prorrogação é decidida por um quarto de 15 minutos em morte súbita, e jogos de temporada regular ainda pode terminar em empate, se nenhuma equipe pontuar. Prorrogação para jogos de temporada regular na NFL começou com a temporada de 1974. No pós- temporada, se as equipes ainda estão empatadas, as equipes jogarão prorrogações adicionais até qualquer equipe pontuar.)
- Tentativas ponto extra são feitas da linha de três jardas. A NFL utiliza a linha de duas jardas. Isso conta como um ponto. Equipes também pode ir para "a conversão de dois pontos", que é quando uma equipe vai alinhar na linha de três jardas e tentar marcar. Se forem bem sucedidos, eles recebem dois pontos, se não forem, então eles não recebem pontos. A conversão de dois pontos não foi implementada na NFL até 1994, mas que tinha sido usado anteriormente na antiga American Football League (AFL) antes de se fundir com a NFL em 1970.
- A equipe de defesa pode marcar dois pontos em uma tentativa de conversão de dois pontos depois retornando um chute bloqueado, fumble ou interceptação na end zone do oponente. Além disso, se a defesa ganha a posse da bola, mas então se move para trás até a endzone e for derrubada, um safety de um ponto será atribuído ao ataque, embora, ao contrário de um safety comum, o ataque chuta a bola de volta, contra a equipe que levou o safety. Esta regra do universitário foi adicionada em 1988. Na NFL, uma tentativa de conversão termina quando a equipe defensora ganhar a posse de bola.
- O aviso de dois minutos(two-minute warning) não é usado no  futebol americano universitário, exceto em casos raros, onde o relógio do placar não está funcionando corretamente e não está sendo usado.
- Há uma opção para usar o replay instantâneo de revisão das decisões de arbitragem. Escolas da Division I FBS (ex-Division I-A)  usam repetição em praticamente todos os jogos; replay é raramente usado em jogos de divisões inferiores. Cada jogada é sujeita a revisão numa cabine com treinadores tendo apenas um desafio. Na NFL, apenas em jogadas com pontuação, a 02:00 do final de cada tempo e todos os períodos de prorrogação são revistos, e aos treinadores são permitidos dois desafios (com a opção por um terceiro, se os dois primeiros são bem sucedidos).
- Na temporada 2006, o cronômetro de jogo foi iniciado quando a bola foi declarada pronta para jogar depois que a equipe defensiva (durante uma descida) ou a equipe que recebe a bola (durante uma descida de free kick) foi premiada com um first down (troca de posse ), reduzindo o tempo dos jogos. Esta regra só durou um ano.                                                                            * Na temporada 1984, a bola foi colocada na linha de 30 jardas (em vez da linha de 20) se um kickoff navegou pela endzone no voo e intocada. Esta regra foi revogada após um ano.
- Entre as variações de regra em 2007, kickoffs foram transferidos a partir da linha de 35 jardas até a linha de 30 jardas, que combinam com uma mudança que a NFL havia feito em 1994. Alguns treinadores e funcionários questionaram esta mudança de regra, uma vez que pode levar a mais lesões para os jogadores como provavelmente haverá mais retornos de kickoff para tocuhdown.[9] A justificativa para a mudança de regra foi para ajudar a reduzir o tempo morto no jogo.[10] No entanto , a NFL retornou a sua localização de kickoff para a linha de 35 jardas em 2011, enquanto o utebol americano universitário continua a usar a linha de 30.
- Foram feitas várias alterações às regras da faculdade em 2011, os quais diferem da prática NFL:[11]
  - Se um jogador é penalizado por conduta antidesportiva para as ações que ocorreram durante uma jogada terminada em um touchdown por essa equipe, mas antes da linha de gol ser cruzada, o touchdown será anulado. Na NFL, a mesma falta resultaria em uma penalidade sobre a tentativa de conversão ou kickoff seguinte, por opção da equipe não penalizada.
  - Se um time é penalizado no último minuto de um tempo e a pena faz com que o relógio pare, o time adversário tem agora o direito de ter 10 segundo no relógio, além de a pena de jardas. A NFL tem uma regra semelhante no minuto final do tempo, mas só se aplica a violações especifícas contra o time ofensivo. A nova regra da NCAA se refere a penalidades em ambos os lados da bola.
  - Jogadores alinhados fora das linhas de enfrentamento-mais especificamente, aqueles alinhados a mais de 7 metros do centro-agora serão permitidos a bloquear abaixo da cintura somente se eles estão bloqueando a frente ou para a linha lateral mais próxima.
  - Em placekicks, nenhum homem da linha ofensiva agora pode ser segurar  mais de dois jogadores de defesa. A violação será uma penalidade de 5 jardas.

## Organização
Os times universitários jogam contra outras escolas do mesmo tamanho através do sistema de divisão da NCAA. A Division I geralmente consiste das principais universidades esportivas com orçamentos maiores, as instalações mais elaboradas, e maiores bolsas atléticas. A Division I é dividida em Football Bowl Subdivision (FBS) o que significa Subdivisão de Bowls e que não tem um torneio organizado para determinar o seu campeão, e em vez disso equipes competem em jogos de pós-temporada (jogos de bowls) e a Football Championship Subdivision (FCS), o que significa Subdivisão do Campeonato, que possui um sistema de playoffs semelhante ao de outros esportes americanos. A FBS são as escolas mais ricas, com mais infra-estrutura e nela é obrigatório que todos os atletas possuam bolsas integrais. Já na FCS, os times possuem menos infra-estrutura que os times da FBS e só é obrigatório que 90% dos atletas recebam bolsas integrais. Há ainda a NCAA Division II, que consiste principalmente de menores instituições públicas e privadas que oferecem bolsas de estudo inferiores às da Division I. Já a NCAA Division III as equipes não oferecem bolsas de estudo.
As equipes em cada uma dessas quatro divisões são divididos em várias conferências regionais. Há ainda as divisões inferiores à NCAA Division III que são a NAIA Football e a NJCAA Football, que também são divididas em conferências regionais, porém não são controladas pela NCAA.

## Jogos de Bowl
Os jogos de bowl são tradicionais no futebol americano universitário e colegial, Diferentemente da maioria dos outros esportes-universitários ou profissionais. A Football Bowl Subdivision (FBS), anteriormente conhecida como Divisão I-A do futebol americano universitário preserva esta tradição e tem uma série de jogos de pós-temporada chamados "bowl games". Os quatro primeiros colocados que fazem o College Football Playoff são tradicionalmente determinados por votos de ex-jogadores, escritores esportivos e de outros não-jogadores. As semifinais são jogos de bowls tradicionais e são chamados de New Years Six (que são o Rose Bowl, Fiesta Bowl, Sugar Bowl, Orange Bowl, Peach Bowl e Cotton Bowl Classic, revezando entre estes a cada ano.) e são disputados próximo ao Ano-novo, daí vem o nome.
O primeiro bowl foi o Rose Bowl de 1902, disputado entre Michigan e Stanford, Michigan venceu 49-0. Ele terminou quando Stanford solicitou e Michigan concordou em terminar com oito minutos faltando no relógio. Esse jogo era tão desequilibrado que o jogo não foi disputado anualmente até 1916, quando o Tournament of Roses decidiu fazer novamente o jogo pós-temporada. O termo "bowl" origina-se da forma do estádio Rose Bowl, em Pasadena, Califórnia, que foi construído em 1923 e parecia uma tigela. Este é o lugar onde o nome veio ser usado, como se tornou conhecido como o Rose Bowl. Outros jogos vieram e usaram o termo "bowl", indpendentemente se o estádio tinha a forma de uma tigela ou não.
A NCAA Division I FBS possui diversos bowls, a NCAA Division I FCS apresenta apenas um, porém no passado já apresentou outros que foram extintos, a NCAA Division II e Division III também apresentam seus bowls, assim como a NAIA Football e a NJCAA Football também apresentam jogos de bowls. O futebol americano de ensino médio (colegial) também possui diversos jogos de bowls por todo o país.
No nível Division I FBS, as equipes devem ganhar o direito de ser elegíveis a um bowl ao vencer, pelo menos, seis jogos (de 12 na temporada regular) durante a temporada, (há casos em que as equipes jogam 13 jogos em uma temporada, o que é o caso da Universidade do Havaí e qualquer um de seus adversários que tenham de jogar no Havaí, tem o direito de jogar um jogo a mais na temporada regular para tentar a sua eligibilidade para os bowls. Há ainda o caso das conferências que são subdivididas em Norte e Sul ou Leste e Oeste por exemplo, neste caso o melhor time de cada divisão fazem uma final para ver quem se consagrará campeão geral da conferência, isso explica porque há times com 13 jogos antes dos bowls por exemplo). Em seguida, esses times que atingiram seis vitórias são convidados para um jogo de bowl com base em sua classificação de conferência e das vagas que a conferência tem para indicar times para cada jogo de bowl. Para a temporada de 2019, havia 40 jogos de bowl (39 bowls normais e a final do Playoff), então 78 das 130 equipes da Division I FBS foram convidadas para jogar em um bowl (porém nem sempre 78 times terminam com ao menos 6 vitórias na temporada regular, nestes casos os melhores times de 5 vitórias são chamados para bowls. Mas também há temporadas em que mais de 78 times ficam com 6 vitórias, então há times que apesar de serem elegíveis não são chamados para nenhum bowl). Estes jogos são disputados a partir de meados de dezembro até o início de Janeiro. Os jogos de bowl no meados de dezembro são de menor importância e os bowls de maior prestígio são disputados próximos ao Ano-novo.
As vagas para os bowls na FBS são distribuídas de acordo com as conferências ou acordo feito diretamente com o próprio time (no caso dos times independentes). Todas as conferências possuem um contrato com diferentes bowls e seus times de acordo com sua posição no ranking da conferência já são selecionados para aquele bowl pré-determinado. As conferências mais fortes, conhecidas como Power Five (SEC, Big 12, Big Ten, Pac-12 e ACC) possuem mais vagas para bowls que as conferências menores, conhecidas como Group of Five (American, C-Usa, MAC, Mountain West e Sun Belt) portanto se possui mais times elegíveis para bowls do que vagas, provavelmente os times que não serão convidados para bowls serão da Group of Five. E caso haja mais vagas do que times elegíveis para bowls, os times de 5 vitórias que serão chamados para compor essas vagas provavelmente serão da Power Five. 
Há ainda alguns times que não fazem parte de nenhuma conferência e são chamados de Independentes. Todas as divisões da NCAA (Division I FBS, Division I FCS, Division II e Division III) possuem alguns poucos times chamados de independentes. Um time independente pode ser chamado para participar de uma conferência e aceitar o convite ou também pode recusá-lo e continuar como independente. A vantagem de ser um time independente é que o próprio time monta todos os jogos do seu calendário, diferentemente dos times das conferências que são obrigados a jogarem contra times de sua própria conferência e possuem poucos jogos para poder escolher times de outras conferências para jogar. O time independente também faz seus próprios acordos com determinados jogos de bowls, diferentemente dos times que pertencem as conferências que estão submetidos aos bowls que a sua conferência possui acordo.
Devido à popularidade dos bowls universitários, a NFL decidiu dar o nome de sua final de Super Bowl, desta forma destaca-se como se fosse o mais importante de todos os bowls.

## Campeonatos Nacionais
Dentro da NCAA há 4 divisões e portanto cada uma possui uma maneira diferente de determinar seu campeão. Há ainda divisões inferiores à NCAA que também possuem seu próprio campeonato. Ao longo da história houve diversas maneiras diferentes de determinar os campeões de seus torneios. Na NCAA Football Bowl Subdivision (Division I FBS) há o College Football Playoff (CFP) que iniciou na temporada de 2014-15. Anteriormente seu campeão era definido por um sistema conhecido como Bowl Championship Series (BCS) que ocorreu entre 1998 e 2014. Anteriormente havia o National Football Championship que definia o campeão da Division I. Já na NCAA Football Championship Subdivision (Division I FCS), a outra parte da primeira divisão possui um Playoff semelhante ao de outros esportes americanos e é conhecido como FCS Playoff.

### College Football Playoff (CFP) e Bowl Championship Series (BCS)
Em parte como compromisso entre simpatizantes de jogos de bowls e simpatizantes do playoff, a NCAA criou a Bowl Championship Series (BCS) na Division I (FBS), em 1998, a fim de criar um jogo do Campeonato Nacional de futebol americano universitário definitivo. A série deveria incluir os quatro jogos de bowl mais proeminentes (Rose Bowl, Orange Bowl, Sugar Bowl, Fiesta Bowl), enquanto o jogo do Campeonato Nacional se revezaria cada ano, entre um desses locais. Se, por exemplo, o Rose Bowl era para ser jogado como o Campeonato Nacional de um ano, os outros três jogos da série ainda seguem seus procedimentos normais para selecionar as equipes, tais como considerar campeões de conferência e vagas restantes.  Os campeões das conferências mais fortes, conhecidas como Power Five (SEC, Big 12, Big Ten, Pac-12 e ACC) teriam todos um lugar garantido em um dos jogos de BCS, enquanto as vagas restantes iriam para equipes de outras conferências.
O comitê de seleção BCS usava um complicado, e muitas vezes controverso sistema de computador para classificar todas as equipes da Division I-FBS e as duas melhores equipes no final da temporada para jogar o Campeonato Nacional. Este sistema de computador, que se baseia nas pesquisas de jornais, enquetes online, pesquisas de treinadores, a força dos oponentes, e vários outros fatores de temporada de uma equipe, tem levado a muita controvérsia sobre se os dois melhores times do país estão sendo selecionados para jogar na o jogo do Campeonato Nacional. O sistema BCS foi ligeiramente ajustado em 2006, com a NCAA adicionado um jogo 5 da série, chamado de BCS National Championship Game. Isso permitiria que os quatro outros bowls usem a BCS para o seu processo de seleção normal para selecionar as equipes em seus jogos, enquanto os 2 melhores times no ranking BCS iriam jogar no National Championship Game.
A partir da temporada de 2014-15, foi criado o College Football Playoff (CFP), que substituiu a BCS. No CFP, ao invés dos 2 melhores times já se classificarem para a final como na BCS, agora os 4 melhores times baseados nesse estranho ranking se classificam para as semifinais, que são revezadas de ano em ano entre os 6 bowls mais importantes: (Rose Bowl, Orange Bowl, Sugar Bowl, Fiesta Bowl, Cotton Bowl e Peach Bowl), o vencedor de cada semifinal se classifica para a final do campeonato, chamada de: College Football Playoff National Championship, e o vencedor deste jogo se consagra campeão da temporada.

### FCS Playoffs
A Division I FCS, anteriormente chamada de Division I-AA, apresenta um sistema de Playoff semelhante ao de outros esportes americanos (diferentemente da FBS). Iniciou-se em 1978 com 4 times, em 1987 foi expandido para 16 times, em 2010 foi expandido novamente, desta vez para 20 times e em 2013 se expandiu mais uma vez, para a configuração atual de 24 times. O playoff define o campeão anual da FCS.

### Outros campeonatos
- National Football Championship (anterior a criação do BCS em 1998) - NCAA Football Division I FBS
- NCAA Division I FCS Consensus Mid-Major Football National Championship - NCAA Football Division I FCS
- NCAA Division II National Football Championship - NCAA Football Division II
- NCAA Division III National Football Championship - NCAA Football Division III
- NAIA National Football Championship - NAIA Football
- NJCAA National Football Championship - NJCAA Football (junior colleges).

## Mapa dos times

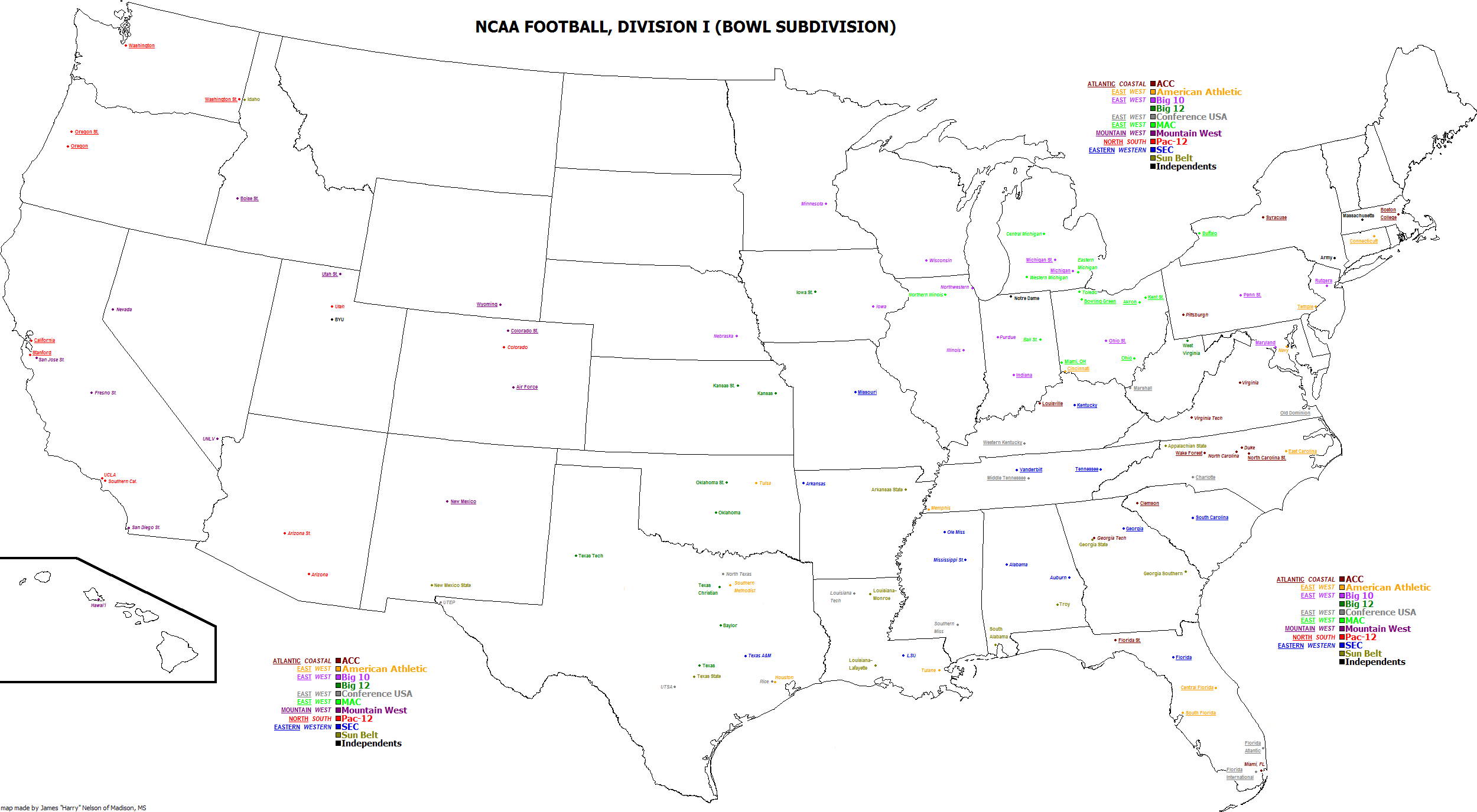
Mapa dos participantes da FBS
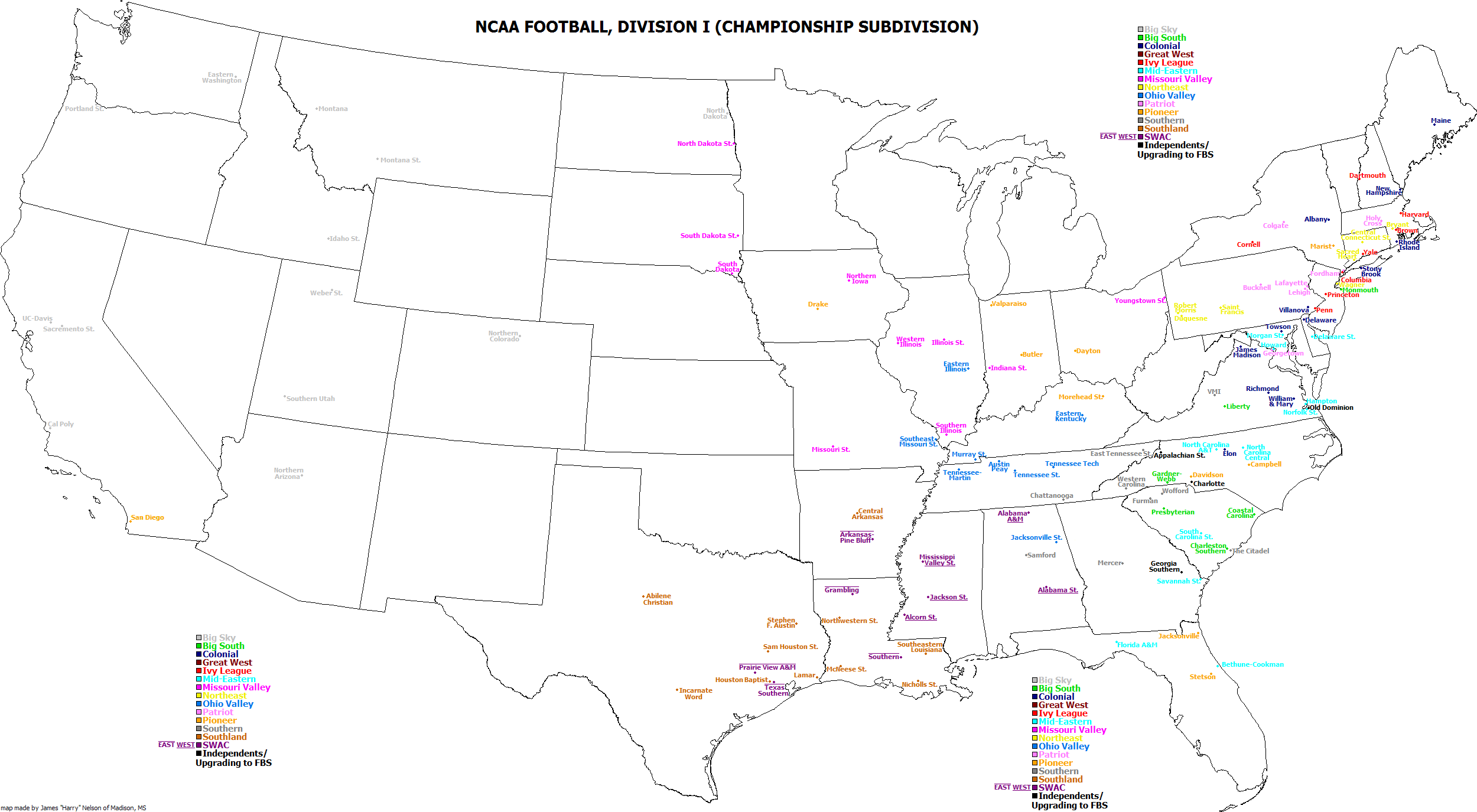
Mapa dos times da Division I (AA) FCS
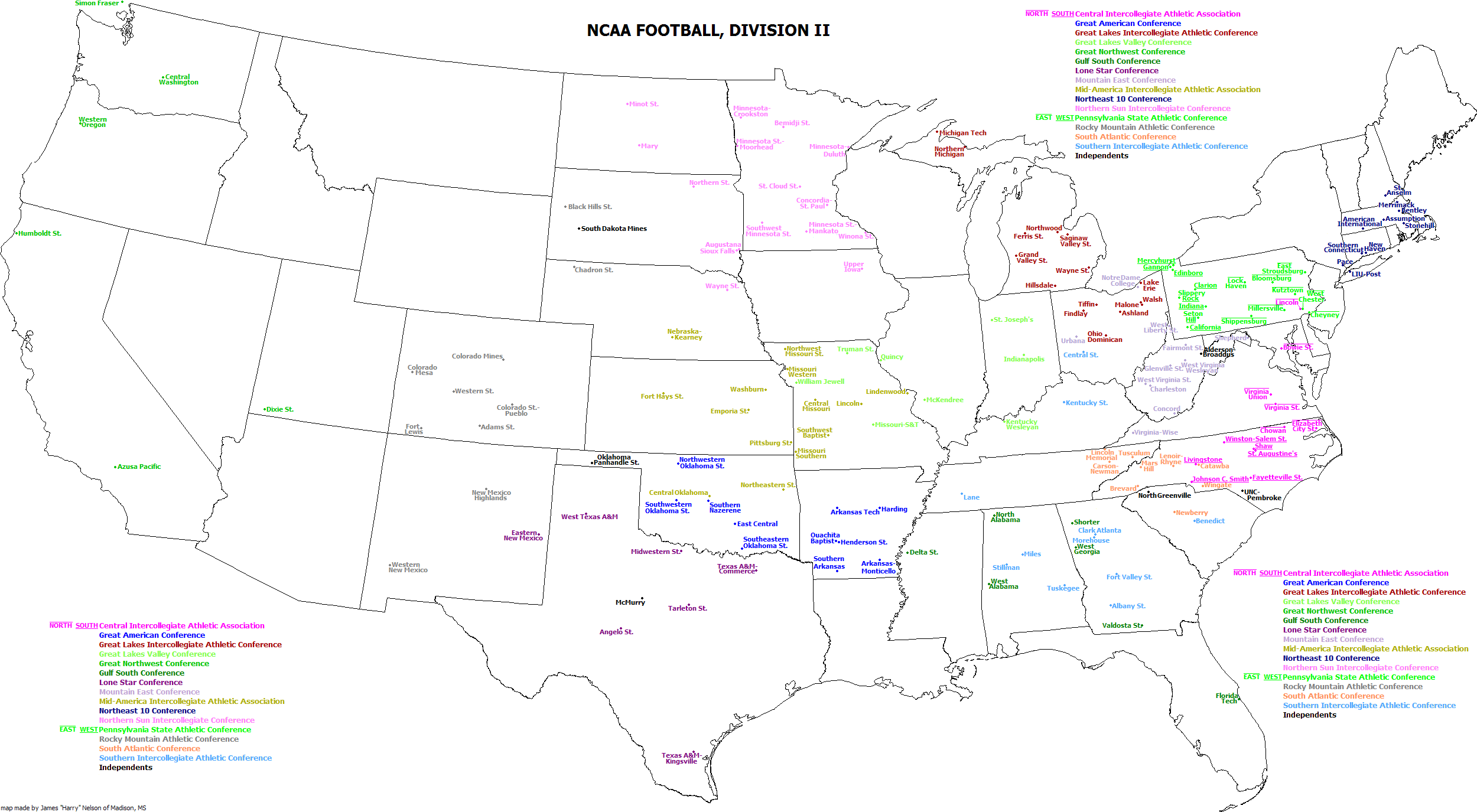
Mapa dos times da NCAA Division II
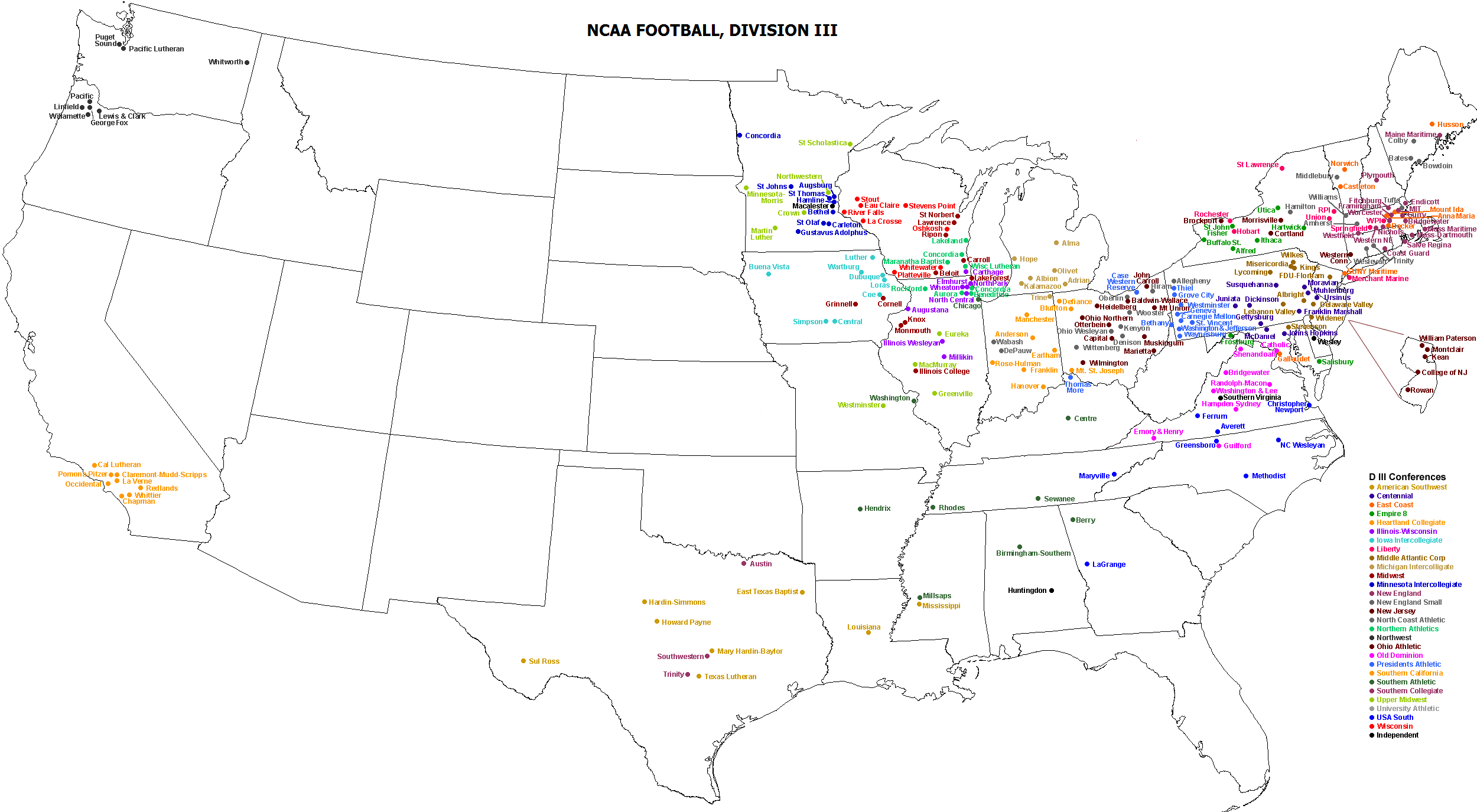
Mapa dos times da Division III
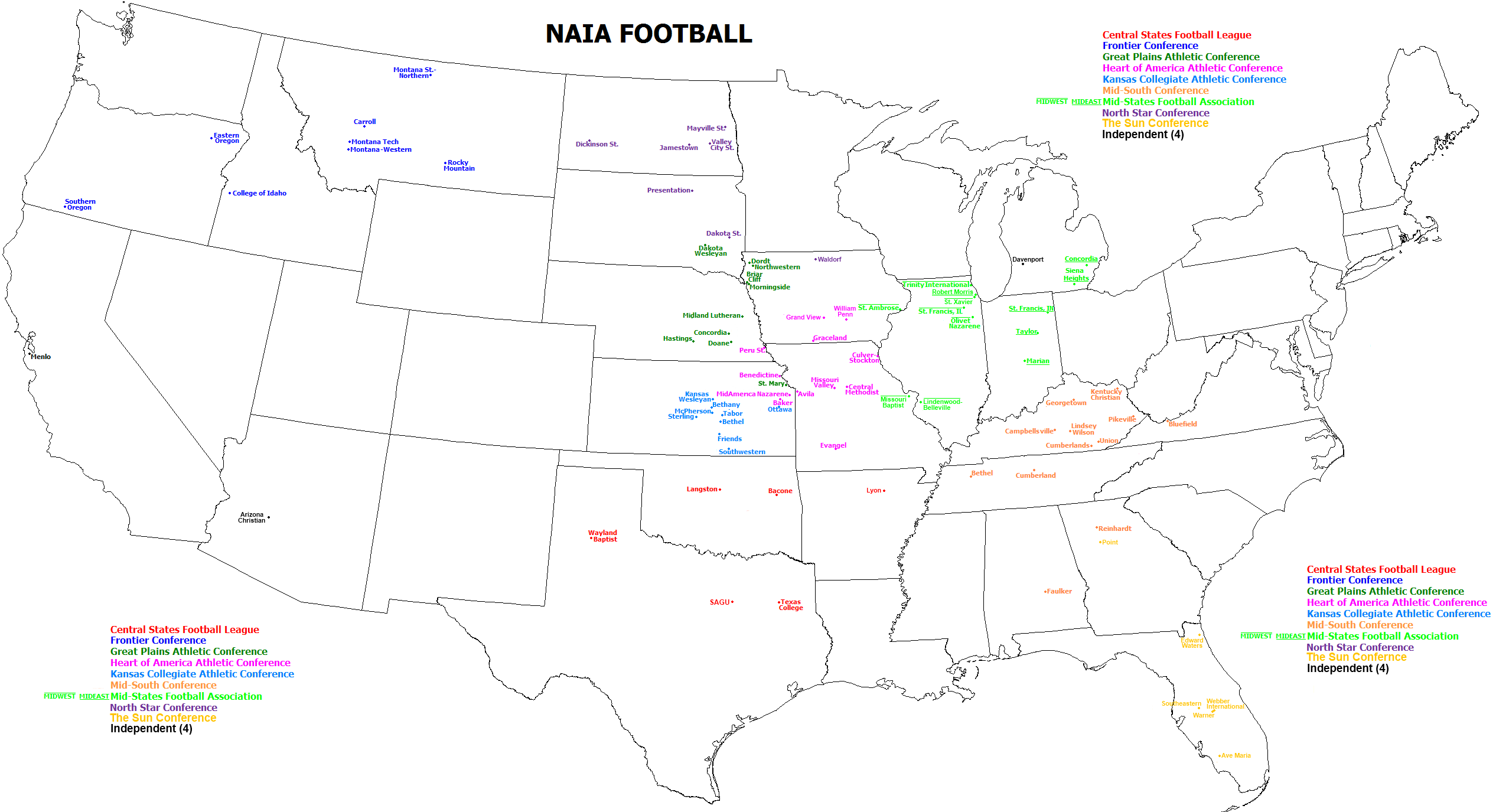
Mapa dos times de toda a NAIA
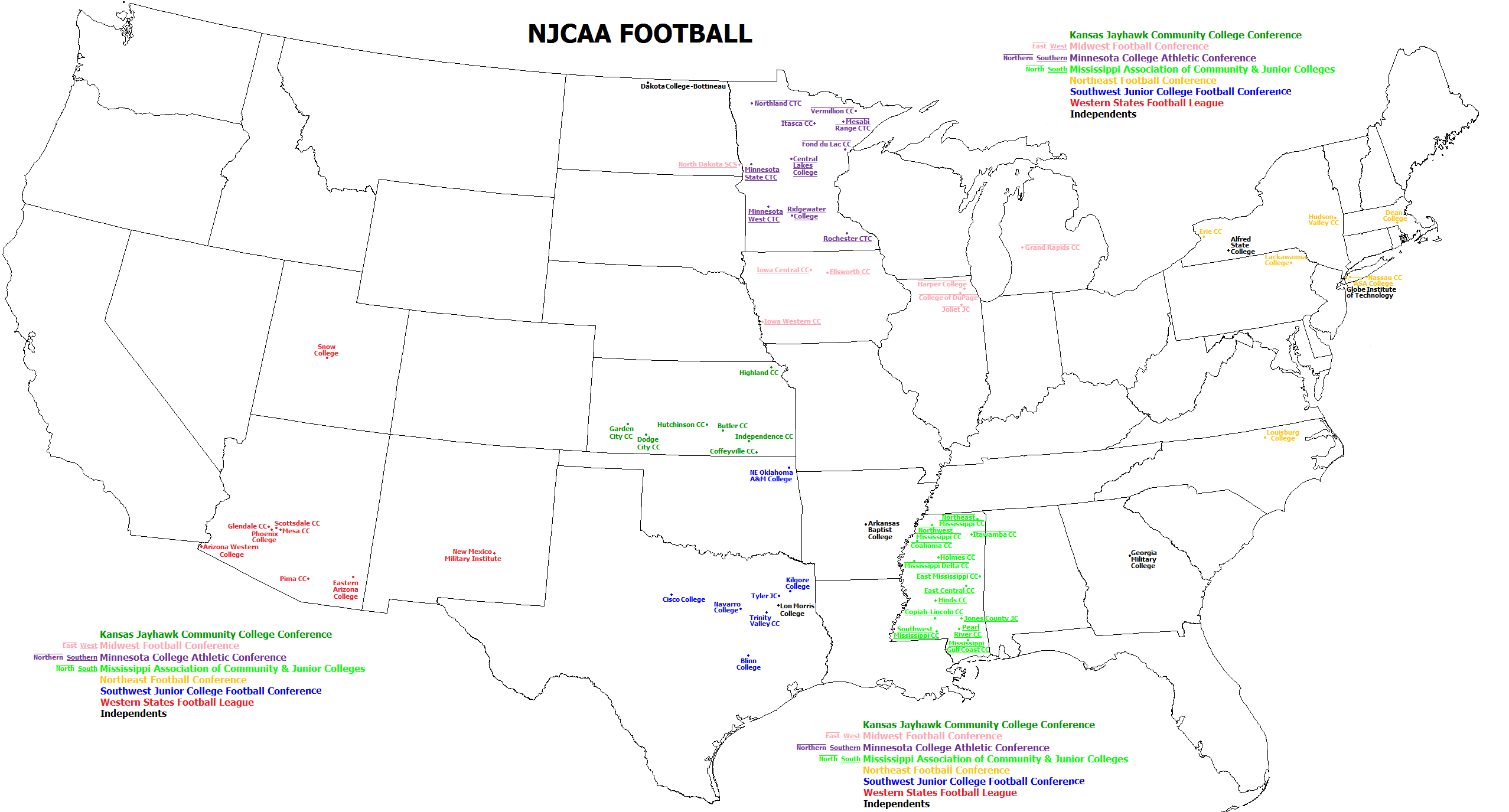
Mapa de todos os times da NJCAA

U.S. Map of Division 1-A Football Team Locations

## Prêmios
- Heisman Trophy (melhor jogador da temporada regular na NCAA)
- Associated Press Coach of The Year (melhor treinador do ano pela Associated Press)